# Miguel VII Ducas
Miguel VII Ducas (en griego: Μιχαήλ Δούκας, romanizado: Mikhaḗl Doúkas, c. 1050–c. 1090) fue emperador de Bizancio (1072-1078). Se le conoció también como Miguel Parapinaces («menos un cuarto»), por la devaluación que durante su reinado sufrió la moneda bizantina.

## Juventud y llegada al trono bizantino
Miguel VII era hijo del emperador Constantino X y de su esposa Eudoxia. Al morir su padre el 21 de mayo de 1067, Eudoxia asumió la regencia del Imperio. Poco después contrajo matrimonio con Romano IV Diógenes, que fue coronado nuevo emperador el 1 de enero de 1068.
Romano IV fue derrotado por los selyúcidas en la batalla de Manzikert (1071) (en gran parte debido a la escasa belicosidad demostrada por el primo de Miguel, Andrónico Ducas, lo que ha hecho pensar a los historiadores en una conspiración de la aristocrática familia de los Ducas para acabar con el poder de Romano IV). El césar Juan Ducas, padre de Andrónico, consiguió que su sobrino Miguel fuese proclamado emperador y coronado en Santa Sofía, en tanto que su madre, Eudoxia, era recluida en un convento. Los ejércitos mandados por Juan y Andrónico vencieron a los restos de las tropas derrotadas de Romano IV, quien fue cegado, y murió poco después a consecuencia de sus heridas. 
Miguel VII se negó a aceptar el tratado que su predecesor, Romano IV, había firmado con el sultán selyúcida, Alp Arslan. Como consecuencia, las invasiones turcas continuaron y en 1080 se constituyó el sultanato de Rüm, que dominaba la mayor parte de Anatolia.

## Miguel VII Ducas, emperador bizantino

### Intervenciones en la política del Reino de Hungría

El Imperio bizantino en el 1076, en tiempos de Miguel VII.

Durante el reinado de Miguel, la situación del Imperio se fue progresivamente deteriorando: además de las incursiones selyúcidas, aumentó el hostigamiento en Occidente de pechenegos y cumanos, la inflación aumentó considerablemente (origen del apodo del emperador, Parapinaces, "menos de un cuarto"), y se produjeron varias insurrecciones militares. Esperando extender sus influencias sobre el Reino de Hungría, en 1074 Miguel VII Ducas habría enviado una corona al recientemente electo Géza I de Hungría. Al recibir la corona (que posteriormente formaría parte de la Santa Corona húngara), Miguel lo habría reconocido como rey sobre su derrocado primo Salomón de Hungría. Sin embargo, tanto Géza como su hermano san Ladislao I de Hungría se aferrarían fuertemente al Papado y no permitirían la entrada de influencia bizantina política o religiosa.

### Problemas en Anatolia
Por otra parte, Miguel VII enfrentó una situación en extremo delicada. El mercenario normando Roussel de Bailleul fundó un Estado independiente en Anatolia, aunque fue derrotado por el general y futuro emperador Alejo Comneno. Más adelante, en noviembre de 1077, contra Miguel VII se levantó Nicéforo Brienio, que fue aclamado emperador en Adrianópolis, y, en Oriente, condujo una nueva insurrección Nicéforo Botaniates, strategos del thema Anatólico. Al mismo tiempo, estallaron revueltas en Constantinopla, y Miguel se vio obligado a abdicar y refugiarse al monasterio de Studion. Nicéforo Botaniates entró triunfalmente en la capital, e hizo cegar a su rival Nicéforo Brienio.